# سداباوات
السداباوات (الاسم العلمي: Cebrionini)، قبيلة حشرات خنفسية من الدودة السلكية. كانت تُصنَّف سابقًا كفُصيلة، وتُعتبر الآن قبيلة ضمن فُصيلة فرقعاوات اللوز.